# 1666 van Gent
1666 van Gent је астероид главног астероидног појаса са средњом удаљеношћу од Сунца која износи 2,185 астрономских јединица (АЈ).
Апсолутна магнитуда астероида је 12,7.